# Балаковська АЕС
52°05′34″ пн. ш. 47°57′14″ сх. д. / 52.09278° пн. ш. 47.95389° сх. д.
Балаковська атомна електрична станція —  діюча АЕС, розташована біля міста Балаково, Саратовської області, Росія. На лівому березі Саратовського водосховища. Філія концерну «Росенергоатом»
Станція складається з чотирьох енергоблоків, з реакторами типу ВВЕР-1000 виробництва «Атоммаш». Встановлена теплова потужність одного блока становить 3000 МВт, електрична потужність — 1000 МВт. Зв'язок з енергосистемою здійснюється п'ятьма лініями електропередач напругою 220 кВ та п'ятьма лініями напругою 500 кВ.
Кожен з енергоблоків станції — окрема споруда, що складається з реакторного відділення, машинної зали, деаераторної етажерки та приміщення електротехнічних пристроїв. Головні корпуси енергоблоків орієнтовані до водосховища-охолоджувача — джерела циркуляційного водопостачання. Між водосховищем та головними корпусами енергоблоків розташовані блочні насосні станції, трубопроводи технічного водопостачання та дороги. Загальна площа, що займає БАЕС, становить 487,4 га.
Щорічне вироблення  електроенергії становить більше 28-29 млрд кВт·г — це найбільший показник серед усіх електростанцій Росії.
Початок будівництва — жовтень 1977 року. Перший енергоблок було введено в експлуатацію 28 грудня 1985 року, другий — 10 жовтня 1987, третій — 28 грудня 1988 та четвертий — 12 травня 1993.

## Інформація по енергоблокам
| Енергоблок | Тип реакторів | Потужність | Потужність | Початок будівництва | Підключення до мережі          | Введення в експлуатацію        | Закриття                       |
| Енергоблок | Тип реакторів | Чистий     | Брутто     | Початок будівництва | Підключення до мережі          | Введення в експлуатацію        | Закриття                       |
| ---------- | ------------- | ---------- | ---------- | ------------------- | ------------------------------ | ------------------------------ | ------------------------------ |
| Балако́во-1 | ВВЕР-1000/320 | 950 МВт    | 1000 МВт   | 01.12.1980          | 28.12.1985                     | 23.05.1986                     | 2045 (план)                    |
| Балако́во-2 | ВВЕР-1000/320 | 950 МВт    | 1000 МВт   | 01.08.1981          | 08.10.1987                     | 18.01.1988                     | 2043 (план)                    |
| Балако́во-3 | ВВЕР-1000/320 | 950 МВт    | 1000 МВт   | 01.11.1982          | 25.12.1988                     | 08.04.1989                     | 2048 (план)                    |
| Балако́во-4 | ВВЕР-1000/320 | 950 МВт    | 1000 МВт   | 01.04.1984          | 11.04.1993                     | 22.12.1993                     | 2053 (план)                    |
| Балако́во-5 | ВВЕР-1000/320 | 950 МВт    | 1000 МВт   | 01.04.1987          | Будівництво призупинено у 1992 | Будівництво призупинено у 1992 | Будівництво призупинено у 1992 |
| Балако́во-6 | ВВЕР-1000/320 | 950 МВт    | 1000 МВт   | 01.05.1988          | Будівництво призупинено у 1992 | Будівництво призупинено у 1992 | Будівництво призупинено у 1992 |

## Ресурси Інтернету
- БАЕС [Архівовано 17 вересня 2008 у Wayback Machine.]